# Prorachias
Prorachias is een spinnengeslacht in de taxonomische indeling van de bruine klapdeurspinnen (Nemesiidae).
Prorachias werd in 1924 beschreven door Mello-Leitão.

## Soort
Prorachias omvat de volgende soort:
- Prorachias bristowei Mello-Leitão, 1924